# Paradis financier
 (juillet 2009).
Si vous disposez d'ouvrages ou d'articles de référence ou si vous connaissez des sites web de qualité traitant du thème abordé ici, merci de compléter l'article en donnant les références utiles à sa vérifiabilité et en les liant à la section « Notes et références ».
Les paradis financiers ou paradis bancaires ne doivent pas être confondus avec les paradis fiscaux et les paradis judiciaires, même s'il peut y avoir des recoupements.
Ils sont caractérisés par un fort secret bancaire (hormis en cas d'injonction de la justice du pays). Ainsi la Suisse est un paradis financier ou bancaire, mais n'est en général pas considérée comme un paradis fiscal (alors qu'inversement un paradis fiscal pratique aussi le secret bancaire).

## Flux financiers opaques
D'après le Financial Secrecy Index, les dix pays par lesquels transitent le plus de flux opaques sont, par ordre décroissant d'importance :
- le Delaware (aux États-Unis)
- le Luxembourg
- la Suisse
- les Îles Caïmans
- la Cité de Londres (au Royaume-Uni)
- l'Irlande
- les Bermudes
- Singapour
- la Belgique
- Hong Kong

D'autres zones territoriales sont également reconnues comme des paradis financiers importants. Cas en particulier de Malte.

## Le secret bancaire au Liban
L’article 2, loi du 3/9/56 sur le secret bancaire au Liban précise le sens du terme « secret bancaire » :
“Les directeurs et employés des banques ainsi que tous ceux qui ont connaissance des écritures, livres, opérations et correspondances bancaires sont tenus au secret absolu en faveur des clients et ne peuvent divulguer ce qu’ils savent sur les noms de la clientèle, sur ses avoirs et sur les questions qui la concernent à qui que ce soit: particulier, pouvoir public, autorité administrative, militaire ou judiciaire sauf autorisation écrite de l’intéressé, de ses héritiers ou de ses légataires ou sauf déclaration de sa faillite et à moins qu’il ne surgisse un litige sur une opération bancaire entre les banques et leurs clients...”

## Un paradis financier: la Suisse
La Suisse s’est forgée une réputation de championne de l’activité bancaire. C'est en 1934 que la Suisse a introduit des règles de secret bancaire. L’article 47 de la loi fédérale suisse sur la banque considère la rupture du secret bancaire comme un crime passible de prison. C'est grâce à cela que la Suisse est devenue si intéressante aux yeux du monde financier. La Suisse occupe le premier rang mondial dans la gestion des fortunes privées. 
L’Exposé fait par Jacques DALODE (membre de Survie) le 15 mars 2005 au groupe Vie Nouvelle des Boucles de la Marne estime que :
- au moins 50 % des avoirs déposés en Suisse par des étrangers - soit quelque 800 milliards de dollars - n’ont pas été déclarés dans leur pays
- 60 % des fortunes déposées par des épargnants européens hors de leur contrée d’origine se trouveraient en Suisse
- 27 % serait la part de la Suisse dans l’ensemble des marchés financiers « offshore » du monde

Depuis 1934, les banques suisses ont connu un véritable succès. En mai 1968, puis en mai 1981, après l’élection de Mitterrand, les banquiers suisses ont croulé sous les fonds venus de France. Comme l’a expliqué un banquier suisse [réf. nécessaire] : « Nos clients français sont des industriels, des commerçants, des architectes, en somme des gens qui reçoivent régulièrement de l’argent au noir dans le cadre de leur travail. Leurs entreprises sont parfois de taille modeste : ça peut être un garage, une boucherie, une épicerie. Ces gens peuvent avoir 4 ou 5 millions de francs suisses de côté. Ce sont de très bons clients, essentiellement parce qu’ils ne demandent jamais de comptes. »
Contrairement au mythe qui perdure,, les comptes anonymes n'existent pas en Suisse. 
Il s'agit de comptes numérotés : un numéro remplace le nom du titulaire du compte sur tous les documents relatifs à ce dernier. Le but est de limiter les risques de violation du secret bancaire. En quoi cela consiste-il ? Seules quelques personnes dans la banque connaissent votre identité. Les autres employés n'ont pas accès à cette information. Attention ! Les comptes à numéro ne sont pas anonymes: la banque connaît toujours votre identité. 
Les comptes à numéro sont soumis aux mêmes lois que les autres comptes bancaires : en cas de crime grave (trafic de drogue, etc.), le secret bancaire sera levé. En cas d'héritage ou de divorce, le compte à numéro offre une protection supplémentaire. En effet, le plaignant doit lui-même identifier la banque où sont déposés les fonds avant que la justice ne donne suite à la plainte.
Après la Suisse, d’autres juridictions suivirent : le Liechtenstein, le Luxembourg, les îles Caïmans en 1966, les Bahamas en 1980, les îles Vierges britanniques en 1990, Belize en 1995.
La Suisse a décidé, il y a bien longtemps, de ne pas faire le jeu des paradis fiscaux [réf. nécessaire] mais a, encore aujourd'hui, de la peine à détacher cette étiquette inscrite dans l'esprit des masses populaires européennes qui est celle du Paradis fiscal. Il n'y a pourtant aucune raison objective qui ferait de ce pays un paradis fiscal. À titre d'exemple, la Suisse impose le revenu des personnes physiques à un taux correspondant au quartile inférieur[réf. nécessaire] de la moyenne des pays européens, proche de celui de l'Angleterre mais bien plus élevé que certains nouveaux pays de l'est, membres de l'UE.
La Suisse est aussi pionnière en Europe en matière de loi sur le blanchiment d'argent sale, suivie par les pays germaniques mais surtout très loin devant les havres de blanchiment que sont les pays méditerranéens de l'Union Européenne et de Londres, plaque tournante du blanchiment d'argent sale, avec les îles britanniques.

## Ne pas confondre: paradis judiciaire, paradis fiscal et financier
Le paradis judiciaire est parfois confondu avec le  paradis fiscal ou un paradis financier.
Bien que les notions puissent coexister, le paradis judiciaire est davantage orienté vers la dissimulation des opérations financières aux autorités. Ils sont utilisés par des organisations criminelles et de grands délinquants pour le blanchiment d’argent provenant de la corruption, par exemple. Ce sont en général des pays peu coopératifs avec la justice des autres pays, même dans le cadre des activités de blanchiment d’argent.
Le paradis fiscal, est un pays où la réglementation monétaire et la fiscalité plus souple, plus favorable que dans le reste du monde, attirent les capitaux étrangers (Petit Robert). Il est caractérisé par :
- principalement, une fiscalité très basse comparée à d'autres pays ;
- un faible niveau d'imposition et des dépenses publiques réduites ;
- une liberté des changes ;
- l'Impunité judiciaire pour le contournement des lois d'autres États

En général, les paradis fiscaux sont de petits territoires, souvent des îles, qui compensent un faible taux d'imposition par un très grand volume d'opérations au niveau mondial.
Aujourd'hui pratiquement toutes les banques, toutes les sociétés multinationales ont des filiales dans des paradis fiscaux. Ce sont des pays et territoires offrant des avantages fiscaux considérables par la non imposition ou la faible imposition des revenus et des bénéfices. C’est la principauté de Monaco qui inventa la taxation zéro en 1868 en supprimant toute imposition personnelle afin d’augmenter l’attractivité de son casino. Par ailleurs, les premiers territoires à fiscalité privilégiée furent les îles anglo-normandes (Jersey et Guernesey) ainsi que l’île de Man qui obtinrent leurs avantages contre la soumission à la Couronne d’Angleterre et le renoncement au soutien de la contrebande et de la piraterie.  
Il existe plusieurs listes de paradis fiscaux : celle de l’ONU (48 pays), celle de l’OCDE (35 pays), celle du FMI (62 pays).